# Ratel (бойова машина)

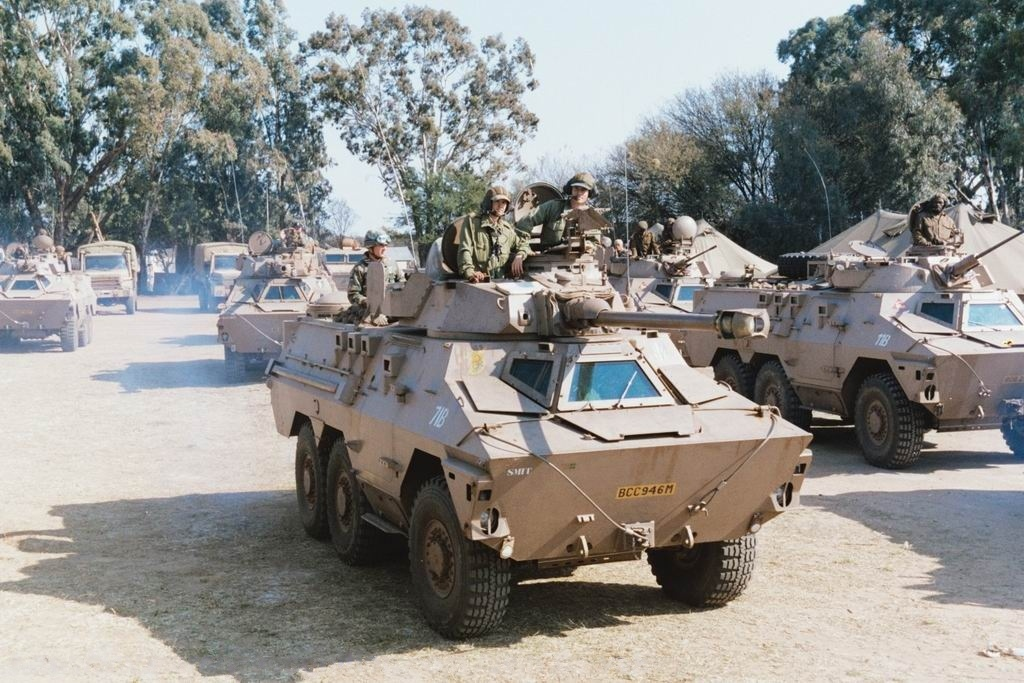
Ratel FSV-90

«Ратель» («ratel» — медоїд) — бойова машина піхоти, створена південноафриканською компанією «Sandock-Austral» у 1968 році. Зварний корпус виготовлений зі сталевих бронелистів товщиною від 6 до 20 мм. Днище бронекорпусу V-подібне для підвищення протимінної стійкості БМП.
БМП Ratel різних варіантів випускалися на заводі в місті Беноні з 1978 року до 1987 року, всього було збудовано понад 1400 шт.
Знаходиться на озброєнні сухопутних військ ПАР і Марокко. БТР «Ратель» брали участь в бойових діях в Анголі.

## ТТХ
«Ратель-20»:
- Бойова маса, кг 18 500
- Екіпаж (десант), чол. 2 (8)
- Максимальна швидкість по шосе, км/г 105
- Запас ходу по шосе, км 1000
- Озброєння:
  - — 20-мм автоматична гармата F2
  - — 7,62-мм спарений кулемет
  - — 7,62-мм зенітний кулемет на турелі

## Ресурси Інтернету
- Ratel auf Globalsecurity.org [Архівовано 24 вересня 2015 у Wayback Machine.]